# الدوري الهولندي لكرة اليد
الدوري الهولندي لكرة اليد هو الدوري الرئيسي لكرة اليد للمحترفين في هولندا. يدار من قبل اتحاد كرة اليد الهولندي. تأسس في سنة 1954، ويتكون حاليا من قبل 10 فرق.